# Richmond, Britanska Kolumbija
Richmond je obalni grad smješten u Britanskoj Kolumbiji, Kanada. Dio je metropolskog područja grada Vancouvera.

## Povijest
Grad je dobio ime po lokalnoj farmi koju je osnovao Hugh McRoberts.  Njegova kći izabrala je to ime za svoju farmu po jednom od Richmonda u Australiji (ova tvrdnja je točna, iako većina građana to ne zna). Žena koja je bila prvi upravnik u gradu Richmondu u Engleskoj kasnije je tvrdila da grad dobio ime u čast njegovoga rodnoga mjesta. Međutim, moderni povjesničari dokazali su da ova tvrdnja nije točna.
- 10. studenog 1879. - Richmond je registriran kao područje općine.
- 25. ožujka 1910. - Prvi let u Britanskoj Kolumbiji napravljen na gradskom parku .
- 3. prosinca 1990. - Richmond je dobio status grad.

Rani centar europskog i kasnije, japanskog naselje u Richmondu je staro ribarsko selo Steveston na jugozapadnom rtu otoka Lulu. Steveston je sada turističko odredište dom nekoliko muzeja, kao i luka za ribarske brodove.

## Stanovništvo
Prema podacima za 1. siječnja 2008. godine grad je imao 188.100. stanovnika To je četvrti po veličini grad u Britanskoj Kolumbiji, nakon Vancouvera (605.891), Surreya (420.900) i Burnabya (193.954). 
Richmond ima najveći postotak imigranta u cijeloj Kanadi 59% stanovništva su imigranti.  Više od polovice stanovništva su azijskog porijekla, od kojih su mnogi u Ameriku došli početkom 1990-ih, od kojih je većina iz Hong Konga, Tajvana i Kine. Ostalo stanovništvo su azijski kanađani a uključuje Indo-Kanađane, Filipnske-Kanađane i Japanske Kanađane.
Prema Kanadskom zavodu za statistiku, stanovnici Richmonda imaju najveći životni vijek u Kanadi, životni vijek je 83,4 godina, također ima najnižu stopu pretilosti i pušača. Prosječna cijena obiteljske kuće u Richmondu je 758.915 dolara.  Teška kriminalna dijela su vrlo rijetka, Richmond je bio rangiran kao treći najsigurniji grad u Britanskoj Kolumbiji za 2002. godinu.

## Zimske olimpijske igre 2010
U Richmondu će se održavati dio natjecanja Zimskih olimpijskih igara 2010. Grad je sagradio dvoranu Richmond Olympic Oval s 8.000 mjesta u kojoj će se održavati natjecanja u brzome klizanju. Ukupna cijena dvorane je $178 milijuna CAD, troškove je snosila pokrajinska vlada, savezne vlasti i grad. Richmond Olympic Oval otvoren je 12. prosinca 2008. godine.

## Gradovi prijatelji
- Pierrefonds, Quebec, Kanada
- Wakayama, Japan (od 1973.)
- Xiamen, Fujian, Kina
- Qingdao, Shandong, Kina

## Poznate osobe
- Scott Hannan, igrače NHLa igra za Colorado Avalanche

## Vanjske poveznice
- Službena stranica grada

### Ostali projekti
|  | Zajednički poslužitelj ima još gradiva o temi Richmond, Britanska Kolumbija |